# Pantoporia pseudovenilia
Pantoporia pseudovenilia är en fjärilsart som beskrevs av Hans Fruhstorfer 1908. Pantoporia pseudovenilia ingår i släktet Pantoporia och familjen praktfjärilar. Inga underarter finns listade i Catalogue of Life.